# Christian Belz
Christian Belz (Zürich, 11 september 1974) is een Zwitsers voormalig langeafstandsloper die gespecialiseerd is in de steeplechase. Belz deed mee aan de Olympische Zomerspelen 2000 en de Olympische Zomerspelen 2004. Op beide spelen werd hij in de voorrondes uitgeschakeld. Belz brak in 2005 het 20 jaar oude Zwitserse record van Markus Ryffel op de 10.000 m met een 14e plaats op de wereldkampioenschappen atletiek 2005 in Helsinki. Dat jaar werd hij ook tot Zwitsers atleet van het jaar verkozen.
Op de Europese kampioenschappen atletiek 2006 greep hij met een vierde plaats net naast de medailles. In oktober 2006 maakte hij bekend zich in de halve marathon en de hele marathon te willen specialiseren. Hij maakte zijn marathondebuut op de marathon van Keulen en miste met 1,5 minuut de Olympische limiet voor Peking.
Eind 2010 maakte Christian Belz bekend dat hij zich terugtrok uit de topsport. Hij doet echter nog steeds mee met (weg)wedstrijden op landelijk niveau.
Van 1996 tot 1998 studeerde hij kunst aan de Universiteit van Washington in Seattle en behaalde hij zijn bachelor titel. Hij is getrouwd met voormalig Olympisch 800 meter loper Anita Brägger en hebben samen een dochter (2006). Hij is aangesloten bij atletiekvereniging SC Bern.

## Titels
- Zwitsers kampioen 1500 m (indoor) - 1996, 1999
- Zwitsers kampioen 3000 m (indoor) - 2002, 2003, 2004, 2005, 2006
- Zwitsers kampioen 5000 m - 2003, 2009, 2010
- Zwitsers kampioen 10.000 m - 2010
- Zwitsers kampioen 3000 m steeplechase - 1996, 1997, 1999, 2002
- Zwitsers kampioen veldlopen - 2003
- Zwitsers atleet van het jaar - 2005

## Persoonlijke records
| Onderdeel           | Prestatie | Datum            | Plaats         |
| ------------------- | --------- | ---------------- | -------------- |
| 1000 m              | 2.25,72   | 29 mei 2003      | Langenthal     |
| 1500 m              | 3.46,66   | 28 juni 2003     | Bern           |
| 3000 m              | 7.50,65   | 5 juni 2005      | Cottbus        |
| 5000 m              | 13.12,16  | 2 augustus 2003  | Heusden-Zolder |
| 10.000 m            | 27.53,16  | 8 augustus 2005  | Helsinki       |
| halve marathon      | 1:03.43   | 9 september 2007 | Rotterdam      |
| marathon            | 2:15.08   | 7 oktober 2007   | Keulen         |
| 3000 m steeplechase | 8.22,24   | 4 juni 2001      | Hengelo        |

## Palmares

### 3000 m
- 2001:  Europacup A in Vaasa - 7.56,54
- 2004: 5e Europacup B in Istanboel - 8.04,74
- 2005: 4e Lausitzer Leichtathletik-Meeting in Cottbus - 7.50,65
- 2005:  Europacup A in Gävle - 8.03,57
- 2006:  Europacup A in Praag - 8.06,92

### 5000 m
- 2001:  Universiade - 13.48,21
- 2002:  Mini-Internationales in Koblenz - 13.34,08
- 2002: 12e EK - 13.56,69
- 2003:  ASKINA in Kassel - 13.25,60
- 2003:  KBC Night of Athletics in Heusden - 13.12,16
- 2003:  Zwitserse kamp.  - 13.52,69
- 2003: 13e WK - 13.26,02
- 2006: 5e ASKINA Meeting in Kassel - 13.26,58
- 2006: 5e Luzern Spitzenleichathletike - 13.37,11
- 2009:  Zwitserse kamp. - 14.22,97
- 2010:  Zwitserse kamp. - 14.01,85

### 10.000 m
- 2005: 14e WK - 27.53,16
- 2006: 4e Kim McDonald in Palo Alto - 28.02,46
- 2006: 4e EK - 28.16,93
- 2010:  Zwitserse kamp. - 29.47,37
- 2010: 6e EK - 28.54,01

### 5 km
- 2003:  Grand Prix von Bern - 14.46,1
- 2004:  Grand Prix von Bern - 14.21,3

### 10 km
- 2005:  Rund um das Bayer-Kreuz in Leverkusen - 29.16
- 2007:  Rund um das Bayer-Kreuz in Leverkusen - 29.29
- 2007:  Zwitserse kamp. - 29.49,3
- 2009:  Rund um das Bayer-Kreuz in Leverkusen - 29.50
- 2009: 5e Brabants Dagblad Tilburg - 28.48

### halve marathon
- 2009:  Greifenseelauf - 1:06.07,7

### marathon
- 2007: 6e marathon van Keulen - 2:15.08

### veldlopen
- 1993: 96e WK junioren in Amorebieta - 22.38
- 1998: 17e NCAA kamp. in Lawrence - 30.49,3
- 2001: 5e EK in Thun - 28.12
- 2003:  Zwitserse kamp. in Avenches - 37.23,5
- 2003: 18e WK in Lausanne - 11.39
- 2005: 28e WK in Saint Galmier - 12.19
- 2006:  Warandeloop in Tilburg - 30.04
- 2006: 9e EK in San Giorgio su Legnano - 28.22

### 3000 m steeplechase
- 2001: 13e WK - 8.31,45
- 2001:  Universiade - 8.24,46

## Onderscheidingen
- Zwitsers atleet van het jaar - 2005